# Бермудские Острова на зимних Олимпийских играх 1994
Бермуды принимали участие в Зимних Олимпийских играх 1994 года в Лиллехамере (Норвегия) второй раз за свою историю, но не завоевали ни одной медали.